# Забара Віктор Миколайович
Віктор Миколайович Забара; Державна компанія з експорту та імпорту продукції і послуг військового та спеціального призначення, заступник генерального директора (червень 1998 — травень 2005).
Народився 20 липня 1947 (м. Кустанай, Казахстан); українець; одружений; дочки Віолетта (1969) і Катерина (1984); син Роман (1975).
Освіта: Челябінський політехнічний інститут, механіко-технологічний факультет (1966–1971), «Машини і технологія обробки металів тиском» інженер-механік; Академія народного господарства при Раді Міністрів СРСР (1987–1989), «Економіка і організація управління народним господарством», провідний спеціаліст з управління народним господарством; Інститут менеджменту (місто Бонн, 1989–1991), менеджер вищої ланки.
09.1965 — 05.1966 — робітник 2-го розряду Анангельдинської геофізичної експедиції, м. Кустанай.
09.1966 — 07.1971 — студент Челябінського політехнічного інституту.
09.1971 — 08.1976 — інженер-технолог, начальник технічного бюра, 08.1976 — 09.1979 — в.о. начальника пресового цеху, начальник цеху корпусного обладнання Уральського автомоторного заводу ВО «ЗіЛ», м. Свердловськ.
Грудень 1979 — січень 1982 — начальник пресово-трубного цеху, начальник цеху корпусного обладнання, головний інженер виробництва № 1, січень 1982 — серпень 1987 — начальник виробництва, заступник генерального директора з виробництва Волгодонського ВО «Атоммаш», м. Волгодонськ Ростовської області.
Серпень 1987 — квітень 1989 — слухач Академії народного господарства при Раді Міністрів СРСР, м. Москва.
Квітень 1989 — червень 1990 — директор Дніпропетровського заводу металургійного устатковання, м. Дніпропетровськ.
1989–1991 — слухач 2-х річного очно-заочного Інституту менеджменту, м. Бонн (за направленням бюра Машинобудування СРСР, м. Москва).
Червень 1990 — лютий 1994 — генеральний директор ОП «Дніпроважмаш», м. Дніпропетровськ.
Лютий 1994 — березень 1995 — голова правління АТ «Дніпроважмаш».
Березень — липень 1995 — голова спостережної ради ВАТ «Дніпроважмаш».
Липень 1995 — липень 1997 — перший заступник Міністра машинобудування, військово-промислового комплексу і конверсії України.
Липень — вересень 1997 — перший заступник Міністра промислової політики України.
3 вересня 1997 — 10 квітня 1998 — голова Дніпропетровської облдержадміністрації.
Член Комітету з Державних премій України в галузі науки і техніки (березень 1997 — червень 2000).
Академік АІНУ.
Заслужений машинобудівник України (січень 1996). Почесна грамота Кабінету Міністрів України (липень 2002). Медаль «За трудову доблесть» (1981).
Державний службовець 1-го рангу (вересень 1995).
Володіє німецькою мовою.
Захоплення: полювання.